# PlayStation Multitap

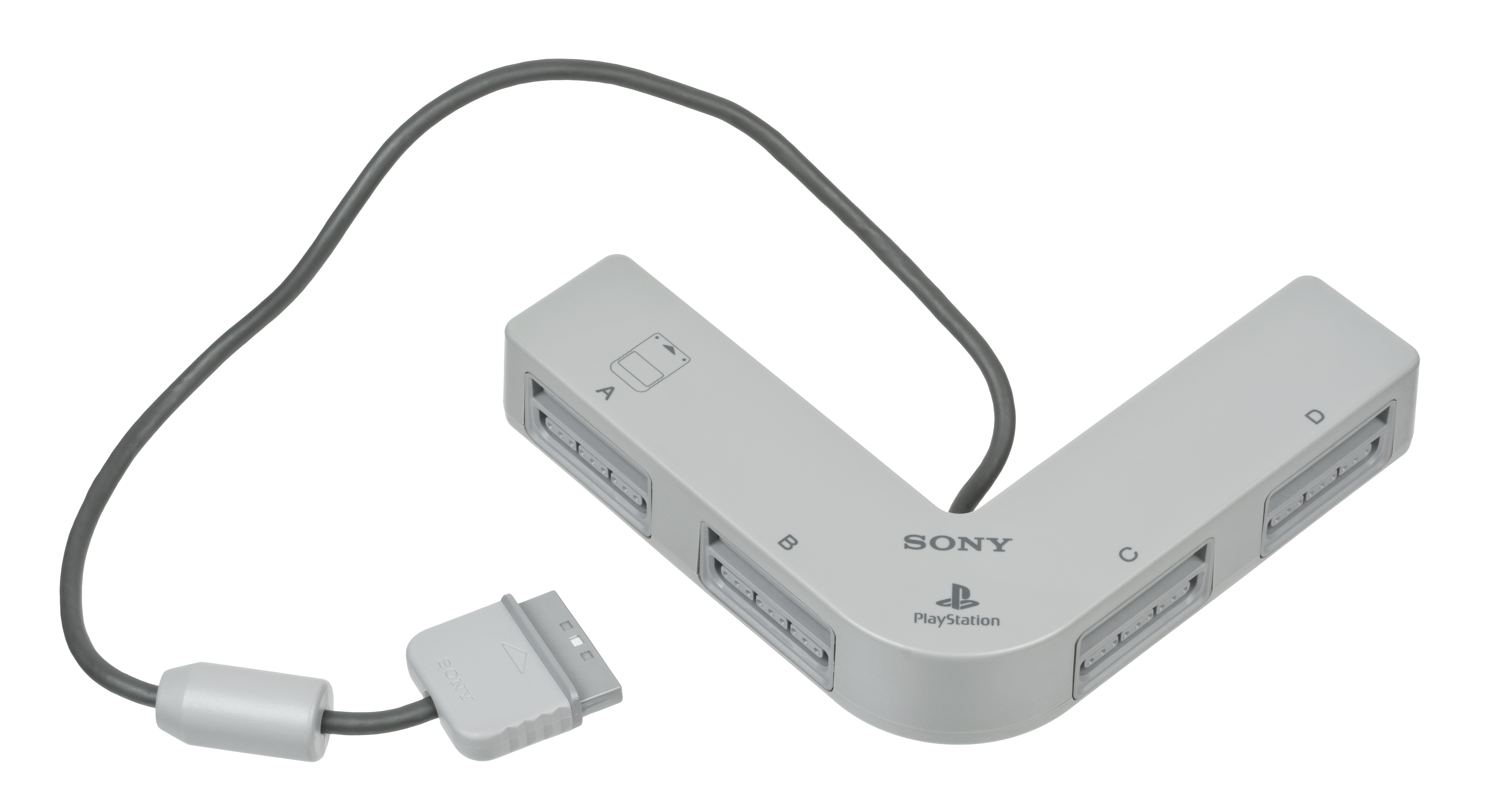
Multitap original

PlayStation Multitap es un adaptador periférico para las consolas PlayStation. Puede ser usado para agregar dos o más controles al mismo tiempo. Hay dos tipos diferentes con dos posibles colores: uno es gris y los demás son color blanco. Aunque ambos son compatibles con la PlayStation y la PSone; también con la consola fat PlayStation 2, ya que el multitap de PS2 fat no es compatible con los modelos Slim, a menos de que se ajuste el puerto de entrada para conectar el accesorio del modelo fat, al modelo Slim, simplemente desatornillando la parte para conectar el multitap a la PlayStation 2 Fat, al modelo Slim, más un pegamento bastante fuerte.